# Puru (Jõhvi)
Puru est un village de la Commune de Jõhvi du Comté de Viru-Est en Estonie. Au 1er janvier 2012, le village compte 79 habitants.

## Célébrités
Fait relativement peu connu dans le domaine du show-business, le petit village de Puru abrite au sein de ses souterrains une discothèque d'une taille impressionnante, (750 m²) destinée à accueillir les plus grandes stars américaines (telles que Brad Pitt, George Clooney, Jason Statham ou encore Madonna.) 